# Азербайджанська державна академія мистецтв
Азербайджанська державна академія мистецтв (азерб. Azərbaycan Dövlət Rəssamlıq Akademiyası англ. Azerbaijan State Academy of Fine Arts — вищий мистецький навчальний заклад Азербайджану, заснований в 2000 році. АДАМ є першим художнім вищим навчальним закладом в Азербайджані.

## Історія та сучасність
Розпад Радянського Союзу призвів до того, що Азербайджан залишився без навчально-методичної бази Академії мистецтв СРСР. За базову модель Азербайджанської державної академії мистецтв була взята Російська академія мистецтв, з якою завжди зберігалися тісні творчі контакти.

## Департамент науки
Основним напрямком діяльності «Департаменту науки» Академії мистецтв є планування і реалізація науково-дослідних і творчих робіт, підготовка аспірантів і докторантів, підготовка необхідних навчальних посібників для викладання.
За період свого існування викладачами кафедри було опубліковано 15 монографій, 30 підручників, близько 60 методичних посібників, 1 антологію та 1 альбом.
В Академії регулярно проводяться республіканські і міжнародні конференції, симпозіуми, творчі виставки. При департаменті науки діє студентське наукове творче товариство до якого входять художники.
Студенти та аспіранти АДАМ
Беруть участь в студентських наукових конференціях і виставках. Зараз департамент науки очолює Нігяр Ахундова .

## Структура
В академії працюють 102 професорів-викладачів, включаючи 2 доктори наук, 13 професорів, 7 кандидатів наук і 13 доцентів. Сьогодні в Азербайджанській Державної Академії Мистецтв навчаються понад 800 студентів.
На даний момент в академії представлені наступні спеціальності:
- Живопис (очне)
- Графіка (очне)
- Архітектура (очне)
- Дизайн (очне)
- Декоративне мистецтво (очне)
- Скульптура (очне)
- Художня критика (очне)
- Образотворче мистецтво

Ректором академії є Омар Гасан оглу Гейдаров .

## Факультети

### Архітектура та дизайн
У 2001 році при створенні Азербайджанської державної академії мистецтв досвідчений архітектор, член Спілки архітекторів Азербайджану, Казим Алішир Агабеков був запрошений до академії для створення кафедри «Архітектура». В цей же час на кафедрі почали працювати десять викладачів. В даний час на кафедрі «Архітектура» працюють 18 професорів-викладачів. Один з них — доктор мистецтвознавства, 3 — професори, 2 — доценти. В даний час завідувачем кафедри є Мамедова Гюляр Гюльага гизи.
Нині 42 студенти навчаються за спеціальністю «Архітектура». Основною метою кафедри архітектури є підготовка студентів до дизайнерських спеціальностей високого рівня, професійної архітектурі і інтер'єрах, що відповідає сучасним вимогам. Молоді випускники також залучені до педагогічної діяльності .

### Декоративно-прикладне мистецтво
Факультет декоративно-прикладного мистецтва діє на підставі рішення Міністерства освіти Азербайджанської Республіки від 12 липня 2013 року № 46-11-4146 / 17 і Вченої ради АДАМ від 07.07.2013. На факультеті є ступінь бакалавра і магістра за спеціальністю «Декоративне мистецтво» (художній килим, художній текстиль, художня кераміка, художній метал, художнє скло).
У 2017/2018 навчальному році викладацький склад факультету «Декоративно-прикладне мистецтво» складався з 21 людини. Факультет складається з двох кафедр — «Мистецтво текстильного і килимового мистецтва» і «Мистецтво кераміки, скла і металу». Є 3 професори, 7 доцентів, 11 старших викладачів, 4 викладача. Організація викладання на факультеті розвивається відповідно до національних традицій декоративно-прикладного мистецтва і вимогами сучасності. Спеціальна підготовка на факультеті здійснюється у формі формального навчання для студентів і аспірантів.
Нині на ступінь бакалавра навчаються 228 студентів, а на ступінь магістратури — 17 студентів. За ступенем бакалавра 46 студентів навчаються за державним замовленням і 182 — на платній основі. На магістратурі 8 студентів здобувають освіту за державним замовленням, а 9 студентів — на платній основі. Серед них студенти з Ірану, Грузії, Китаю та Росії .

### Образотворче мистецтво
Факультет образотворчого мистецтва діє з дня заснування академії. Факультет образотворчих мистецтв включає три спеціальності: «Графіка», «Малюнок» і «Скульптура». Навчання на факультеті образотворчих мистецтв становить 4 роки для отримання ступеня бакалавра і 1.5 року для отримання ступеня магістра. На даному факультеті діють 4 кафедри: «Живопис», «Графіка», «Академічна живопис і композиція» та «Скульптура» .

## Мистецтвознавство
На факультеті функціонують кафедри «Історія мистецтв» і «Гуманітарні та суспільні науки». Факультет регулює свою діяльність на підставі Положень і нормативних документів, розроблених на основі законодавства про освіту Азербайджанської Республіки і затверджених в установленому порядку. Уроки ведуться на азербайджанською мовою. Координація навчально-методичної та наукової роботи на факультеті організовується відповідно до Положення «Про Вчену раду факультету вищого навчального закладу» та здійснюється Вченою радою факультету під головуванням декана факультету. Навчальні плани, що застосовуються на факультеті, розробляються відповідно до Болонської системи .